# محمد أحمد الحسن
محمد أحمد الحسن (بالإنجليزية: Mohammed Ahmed Alhassan)‏ هو ضابط شرطة غاني، ولد في 21 يناير 1954.